# 渦輪螺旋槳發動機

渦輪螺旋槳發動機

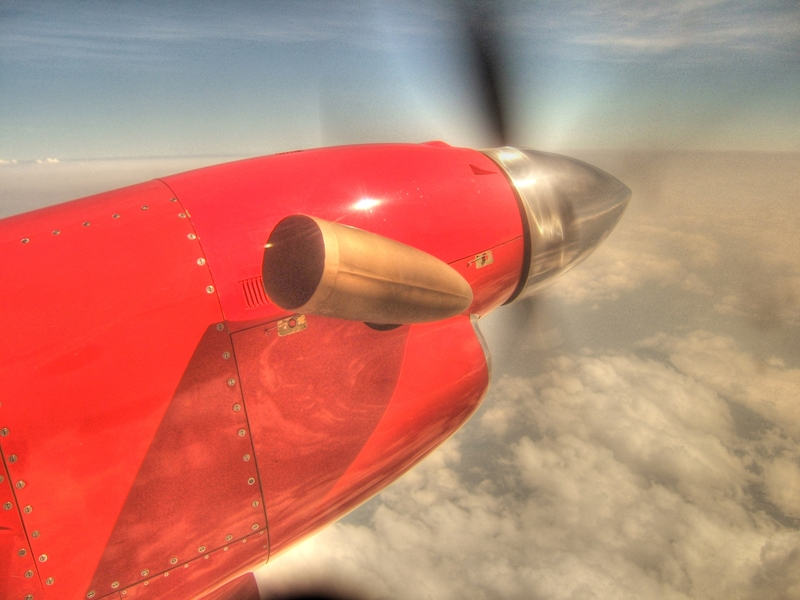
普惠PT6型發動機是一款常見的渦輪螺旋槳發動機。

渦輪螺旋槳發動機（或者根據其發動機類型而稱為渦輪螺旋槳噴射發動機，簡稱渦槳發動機；英文：Turboprop Engines）是一種通常用於飛機上的燃氣渦輪發動機。
渦槳發動機的驅動原理大致上與使用活塞發動機作為動力來源的傳統螺旋槳飛機雷同，是以螺旋槳旋轉時所產生的力量來作為飛機前進的推進力。此與活塞式螺槳機主要的差異點除了驅動螺旋槳中心軸的動力來源不同外，還有就是渦槳發動機的燃氣渦輪通常是以恆定的速率運轉，而活塞動力的螺旋槳則會依照發動機的轉速不同而有轉速高低的變化。
雖然渦槳发动机的燃燒室與渦輪噴射發動機類似，但為了自排廢氣中回收較多的動力以驅動螺旋槳，渦槳引擎的渦輪端之扇葉級數比較高。相反的，由於渦輪噴射發動機主要的推進力都來自於熱氣直接排放至大氣中所產生的反作用力，因此其渦輪端的扇葉級數越小越好，只需保持足夠的回收動力用來驅動壓縮端的扇葉即可。
事實上，渦槳發動機的效率亦高於渦輪扇發動機，但是使用渦槳引擎的飛機速度通常較渦輪扇發動機的飛機來的低。原因是渦槳引擎的旁通比通常比渦輪扇引擎來的高，但是也造成其槳葉端部分速度很高，有產生震波的可能。另外，因渦輪轉動速度很快，使得渦輪與螺槳之間必須要有變速齒輪，來降低螺槳轉速使其葉端不要超過音速。所以使用渦槳發動機的飛機會多個變速齒輪的重量。
雖然渦輪螺旋槳發動機常用在較小型或較低速的次音速飛機上，但也有少數使用渦輪螺旋槳發動機的飛機，可以以非常接近音速的500節（926每小時；575英里每小時）的空速在空中巡航，例如俄罗斯空军的Tu-95和俄罗斯海军航空兵的Tu-142四发重型飞机。